# 梅日西季
51°49′59″N 24°43′11″E / 51.83306°N 24.71972°E
梅日西季（烏克蘭語：Межисить），是烏克蘭的村落，位於該國西部沃倫州，由科韋利區負責管轄，面積1.56平方公里，海拔高度150米，2001年人口703，人口密度每平方公里450.93人。